# Квічаль помаранчевий
Квіча́ль помаранчевий (Geokichla gurneyi) — вид горобцеподібних птахів родини дроздових (Turdidae). Мешкає в Африці на південь від Сахари. Вид названий на честь англійського банкіра і орнітолога Джона Генрі Герні.

## Опис

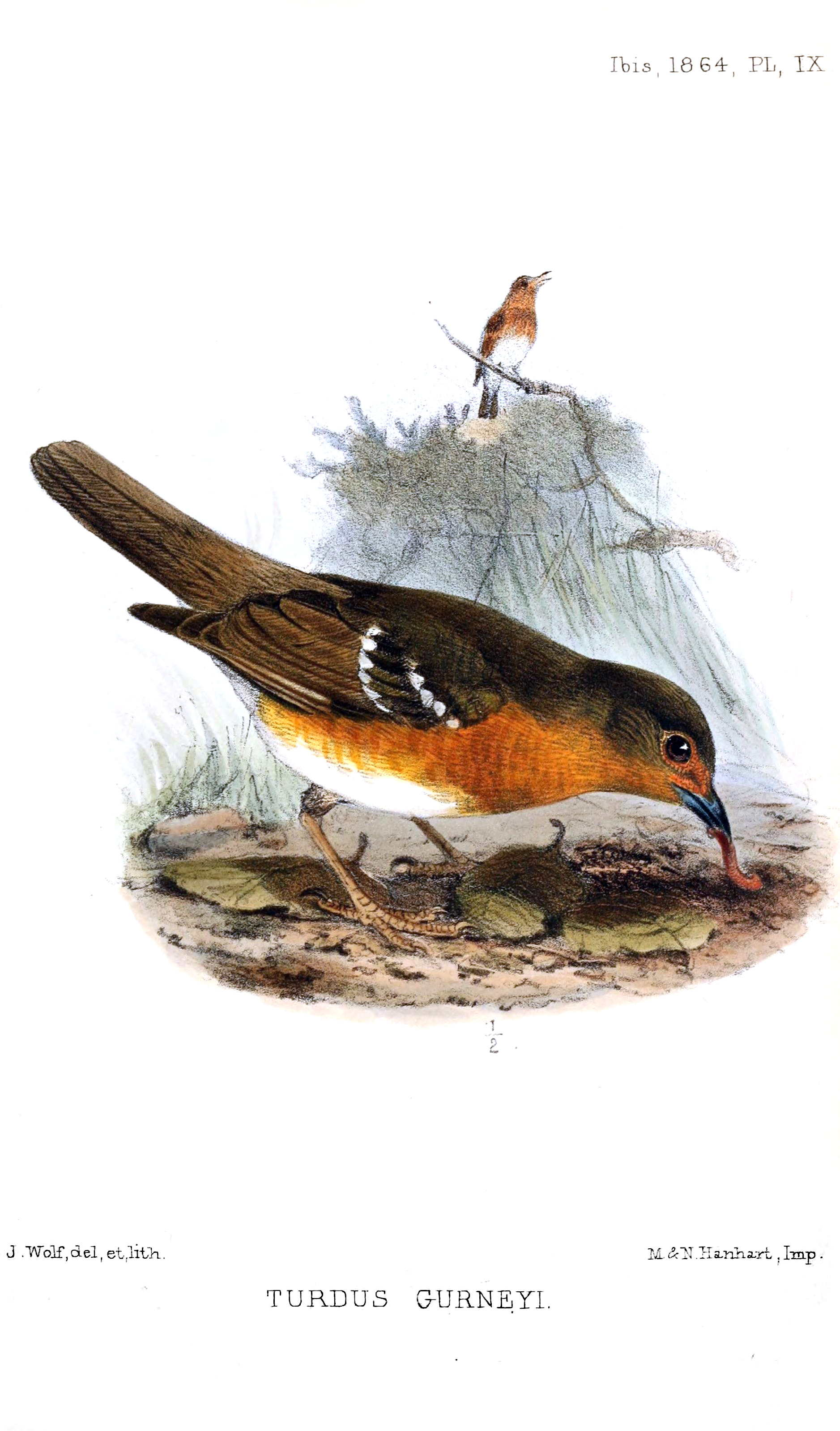
Помаранчевий квічаль

Довжина птаха становить 21-23 см, самці важать 44,5-64,5 г, самиці 48,5-76 г. Верхня частина тіла оливково-коричнева, місцями з сірим відтінком. Махові пера чорнувато-бурі, на крилах дві білі смуги. Горло, груди і боки оранжеві, гузка біла. Навколо очей незамкнені білі кільця. Дзьоб темний, лапи рожевуваті. Самиці мають менш яскраве забарвлення, ніж самці. У молодих птахів нижня частина тіла плямиста.

## Підвиди
Виділяють п'ять підвидів:
- G. g. chuka Van Someren, 1931 — гора Кенія і високогір'я Кікую (центральна Кенія);
- G. g. raineyi Mearns, 1913 — гори Таїта і Чулу (південно-східна Кенія);
- G. g. otomitra Reichenow, 1904 — від західної Анголи і південного сходу ДР Конго до Танзанії і півночі Малаві;
- G. g. gurneyi (Hartlaub, 1864) — схід ПАР;
- G. g. disruptans (Clancey, 1955) — від центрального Малаві до північного сходу ПАР.

## Поширення і екологія
Помаранчеві квічалі мешкають в Кенії, Танзанії, Демократичній Республіці Конго, Анголі, Малаві, Мозамбіку, Зімбабве, Південно-Африканській Республіці і Есватіні. Вони живуть в підліску вологих гірських тропічних лісів. Зустрічаються на висоті від 500 до 2500 м над рівнем моря. Живляться дощовими червами, комахами, равликами і плодами. Сезон розмноження в Кенії триває з січня по травень, в Танзанії з серпня по грудень, в Малаві з жовтня по січень, в Мозамбвку, ПАР і Зімбабве з вересня по грудень. Гніздо чашоподібне, глибоке. зроблене з моху, гілочок, листя, корінців і папороті. В кладці 2-3 бірюзово-блакитних яйця, інкубаційний період триває 15 днів, пташенята покидають гніздо через 18-20 днів після вилуплення.